# Geranium brycei
Geranium brycei är en näveväxtart som beskrevs av Nicholas Edward Brown. Geranium brycei ingår i släktet nävor, och familjen näveväxter. Inga underarter finns listade i Catalogue of Life.